# Руденко, Андрей Матвеевич
 Андрей Матвеевич Руденко  (1853 — не ранее 1916) — ветеринарный врач, главный военно-ветеринарный инспектор Российской империи; генерал-лейтенант, тайный советник.

## Биография
Родился 2 (14) июля 1853 года в Кременчуге.
Окончил 26 ноября 1876 года Харьковский ветеринарный институт ветеринарным врачом с отличием и 26 декабря 1876 года поступил на службу по военному ведомству; 7 мая 1889 года был удостоен харьковским ветеринарным институтом степени магистра ветеринарных наук. В 1889—1892 годах был врачом для командировок в Окружном военно-медицинском управлении, а затем был перемещён в Главное военно-медицинское управление. Здесь в 1896—1903 годах он был первым начальником нового ветеринарного отделения; 25 марта 1901 года был произведён в гражданский чин действительного статского советника.
С 1 сентября 1910 года состоял в должности первого начальника нового ветеринарного управления армии и главного военно-ветеринарного инспектора. При его участии были разработаны и осуществлены многие реформы в области военной ветеринарии. При нём был учреждён ветеринарный курс при офицерской кавалерийской школе в Санкт-Петербурге для молодых врачей, поступающих в армию, расширена компетенция ветеринарных врачей, введены ветеринарно-санитарные осмотры лошадей в частях войск, изданы инструкции, облегчающие борьбу с инфекционными болезнями среди воинских лошадей, улучшены ветеринарные лазареты, фельдшерские школы и учебные кузницы, организовано командирование с научной целью военных ветеринарных врачей за границу и т. п.
В течение 10 лет он безвозмездно редактировал, по его инициативе созданный журнал «Ветеринарный фельдшер». В 1906 году он создал журнал «Ветеринарный врач» — орган военной ветеринарии, издававшийся Санкт-Петербургским обществом ветеринарных врачей, с целью разработки научных и практических вопросов по военной ветеринарии.
Был почётным членом ветеринарных обществ: Варшавского, Петербургского, Кубанского, Терского и Закавказского, а также почётным членом Харьковского, Юрьевского и Казанского ветеринарных институтов.

## Награды
- орден Св. Анны 2-й ст. (1894)
- орден Св. Владимира 3-й ст. (1904)
- орден Св. Станислава 1-й ст. (1906)